# Bundesrat (Germania)
Il Bundesrat /ˈbʊndɛsˌraːt/ (in italiano Consiglio federale) è un organo costituzionale legislativo della Repubblica federale di Germania, uno dei cinque organi costituzionali federali, accanto al Presidente federale, al Governo federale, al Bundestag e alla Corte costituzionale federale, e attraverso il quale gli Stati membri (Länder) sono rappresentati all'interno della federazione.
Le sue funzioni sono stabilite nell'art. 50 della Legge fondamentale che indica il Bundesrat come l'organo attraverso il quale i Länder partecipano al potere legislativo e all'amministrazione dello Stato federale (in tedesco Bund) e si occupano di questioni relative all'Unione europea. Per interfacciarsi con il Bundesrat, i Länder si appoggiano ai propri uffici di rappresentanza a Berlino.

## Sede

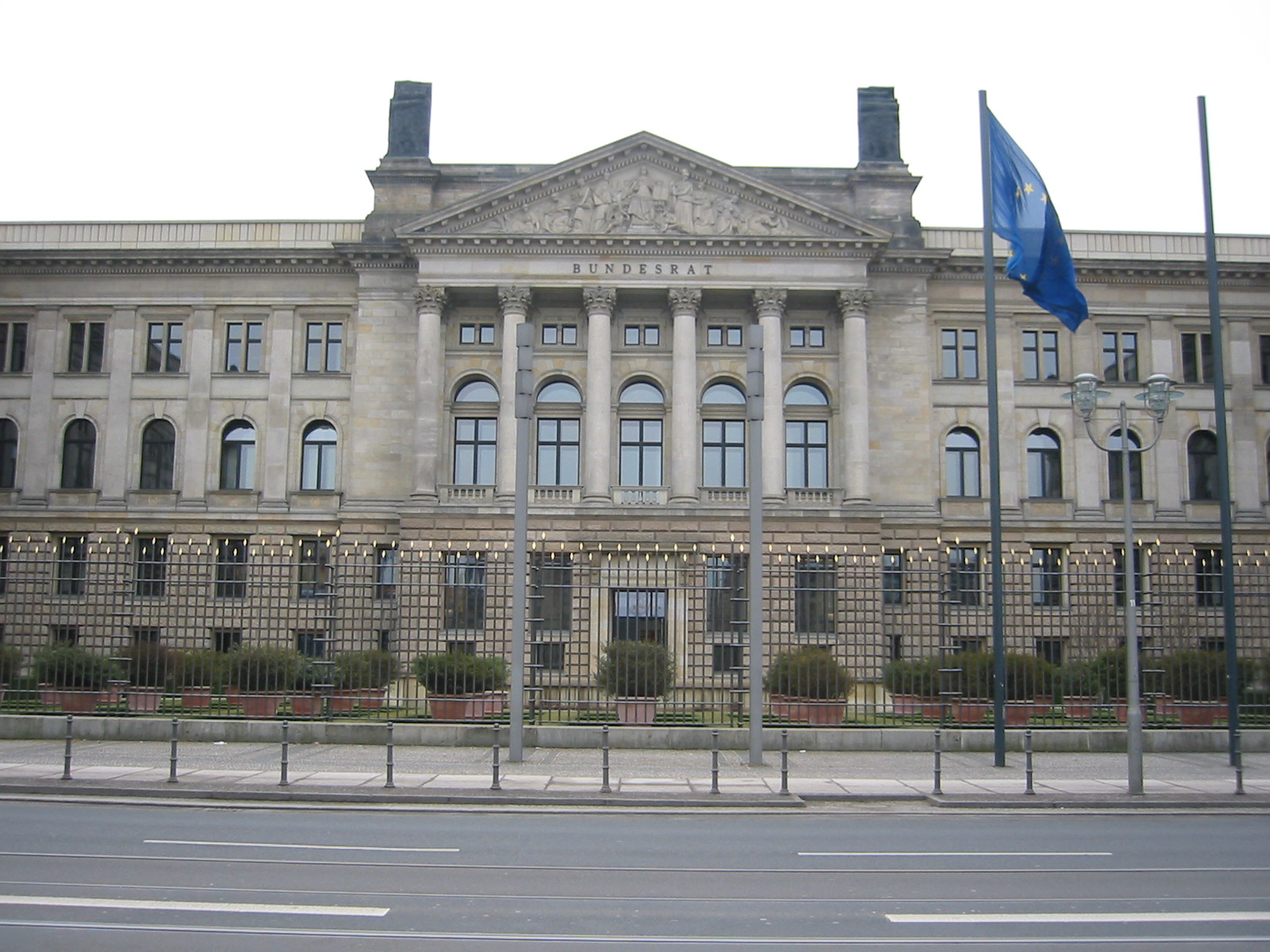
Il Bundesratsgebäude, sede del Bundesrat.

Il Bundesrat ha sede a Berlino nel Bundesratsgebäude nella Leipziger Straße.
L'edificio fu costruito nel 1904 come sede per la Camera dei signori prussiana, in tedesco Preußisches Herrenhaus. L'edificio fu sede dell'Assemblea dei Consigli dei lavoratori e dei contadini negli anni 1918-1919 e successivamente del Consiglio di Stato prussiano. Dal 1933 al 1945 l'edificio ospitò uffici dell'amministrazione nazionalsocialista e fu in particolare utilizzato da Hermann Göring, essendo contiguo alla sede del ministero dell'aeronautica (edificio oggi sede del ministero delle finanze).
Durante la Seconda guerra mondiale l'edificio fu gravemente danneggiato ed in seguito fu sede dell'Accademia delle Scienze della Repubblica Democratica Tedesca. Dopo la decisione di trasferire la sede del Bundesrat da Bonn a Berlino, l'edificio fu sottoposta ad una completa ristrutturazione dal 1997 al 2000.

## Storia

### Impero tedesco e Repubblica di Weimar
Fin dalla costituzione dell'Impero tedesco (1871) la Germania, come Stato tradizionalmente federale, ebbe un Consiglio federale (in tedesco Bundesrat) in cui venivano rappresentati gli stati componenti la nazione. I membri del Consiglio erano espressione dei principati e delle città libere bilanciando così il peso del Reichstag, che veniva eletto a suffragio universale. Il Bundesrat rivestiva un importante ruolo nell'ordinamento costituzionale dell'Impero in quanto tutte le leggi, nonché lo scioglimento del Reichstag e le dichiarazioni di guerra, richiedevano il consenso del Bundesrat. La ripartizione dei voti all'interno di questo Consiglio federale dipendeva dalla superficie dei singoli Länder.
Durante il periodo della Repubblica di Weimar, l'organo di rappresentanza dei Länder fu denominato Consiglio del Reich (in tedesco Reichsrat). A differenza del Bundesrat di epoca imperiale, la composizione del Reichsrat era stabilita in base al numero di abitanti dei singoli Länder e disponeva di poteri e competenze limitate. Il Consiglio del Reich fu definitivamente sciolto dal governo nazionalsocialista nel 1934.

### Gli anni della Repubblica di Bonn
Nel 1949 erano rappresentati nel Bundesrat undici Länder. A questi si aggiungeva Berlino Ovest, i cui rappresentati non avevano però diritto di voto. Il numero dei Länder cambiò prima nel 1952 con la costituzione del Land del Baden-Württemberg, nato dalla fusione dei tre Länder di Baden, Württemberg-Baden e Württemberg-Hohenzollern, quindi ancora nel 1957 quando la Saarland divenne il decimo Land della Germania occidentale (con l'esclusione di Berlino Ovest).
In quest'epoca la vita politica tedesca fu contraddistinta da una volontà di forte integrazione con i Paesi occidentali. Nel 1953 il Bundesrat votò a favore di due importanti trattati internazionali: il cosiddetto Deutschlandvertrag, l'accordo con cui veniva a cessare lo stato di occupazione della Germania occidentale che tornava a riacquistare la propria sovranità, e il trattato istitutivo della Comunità europea di difesa (CED).
Nel 1972 il Bundesrat fu chiamato a votare sugli accordi tra la Germania occidentale e l'Unione Sovietica, la Polonia e la Repubblica Democratica Tedesca, voluti dal governo di Willy Brandt nell'ambito della sua Ostpolitik. Questi trattati furono approvati anche dal Bundesrat come già aveva fatto il Bundestag ma il governo della Baviera promosse un giudizio di legittimità costituzionale dei trattati davanti alla Corte Costituzionale federale. L'anno successivo la Corte confermò la conformità di questi trattati alla Legge fondamentale, in quanto non in contrasto con il preambolo in cui si auspicava la riunificazione di tutta la Germania.

### La riunificazione tedesca e la Germania unita
Con la caduta del muro di Berlino (9 novembre 1989) si susseguirono profondi cambiamenti. Nella DDR vennero ricostituiti i cinque Länder già aboliti nel 1952 e anche Berlino Est ottenne lo status di Land.
In seguito alla riunificazione delle due Germanie i cinque Länder orientali vennero così a far parte della Repubblica federale e ottennero la rappresentanza nel Bundesrat. I due settori di Berlino costituirono un unico Land, dotato finalmente di un diritto di voto pieno al pari degli altri Länder.
Nel 1991 il Bundesrat decise di mantenere la propria sede a Bonn, contrapponendosi così al Bundestag che aveva già deciso il trasferimento della propria sede a Berlino. La questione venne tuttavia riesaminata cinque anni dopo e nel 1996 anche il Bundesrat decise il proprio trasferimento a Berlino, realizzato definitivamente nel 2000.
Nel dicembre del 1992 il Bundesrat fu chiamato ad approvare il Trattato di Maastricht e le conseguenti modifiche alla Legge fondamentale. Al Bundesrat fu così riconosciuta una competenza nelle questioni riguardanti l'Unione europea. Per tali questioni è stata costituita all'interno del Bundesrat una speciale commissione chiamata Europakammer.
Nel 2003 il Bundestag e il Bundesrat costituirono una commissione congiunta con lo scopo di elaborare un progetto di riforma del sistema federale tedesco comportante una riorganizzazione delle competenze dello Stato centrale e dei Länder.

## Struttura

### Posizione nel sistema costituzionale tedesco
Il Bundesrat è un organo federale, intendendo con ciò un organo facente parte della struttura federale dello Stato tedesco.

Le sue funzioni si esplicano esclusivamente in ambito federale, pertanto i suoi provvedimenti producono la loro efficacia all'interno dell'ordinamento federale e non direttamente negli ordinamenti dei vari Länder.

Il Bundesrat non si occupa dunque di questioni che appartengono alla competenza dei singoli Länder e non svolge neppure un ruolo di coordinamento, qualora questioni appartenenti alla competenza di più Länder richiedano soluzioni comuni. Una tale funzione di coordinamento spetta infatti ad apposite conferenze a cui partecipano i ministri competenti dei vari Länder e non al Bundesrat, che esercita le proprie prerogative solo sul piano federale e non statale.
All'interno del sistema federale tedesco il Bundesrat esercita un ruolo chiave nella ripartizione della sovranità tra lo Stato centrale (in tedesco Bund) e gli stati membri (Länder) poiché è attraverso quest'organo che i Länder possono tutelare i propri interessi e contribuire al processo legislativo e all'amministrazione a livello federale mediante le proprie esperienze politiche ed amministrative. Il Bundesrat condivide dunque con gli altri organi costituzionali federali la responsabilità della politica generale dell'intera federazione.
Nell'ordinamento costituzionale tedesco il Bundesrat non può essere propriamente considerato il secondo ramo del parlamento accanto al Bundestag. La provenienza dei suoi membri, non eletti a suffragio universale ma esponenti dei governi dei vari Länder, impedisce che il Bundesrat rivesta il ruolo di seconda camera di un sistema tipicamente bicamerale. I membri del Bundesrat sono inoltre vincolati al mandato ricevuto dai governi dei Länder di cui sono parte, in deroga al generale principio del divieto di mandato imperativo per i parlamentari.

La particolare posizione del Bundesrat è stata riconosciuta dalla Corte Costituzionale federale che in una sentenza del 1974 ha affermato che:
Secondo il dettato costituzionale il Bundesrat non è la seconda camera di un organo legislativo unitario, che prende parte in modo paritetico con la "prima camera" al procedimento legislativo. (BVerfGE 37, 363)
Il Bundesrat non è dunque un organo dotato di un potere legislativo pieno in quanto la sua funzione legislativa è limitata a determinati settori, individuati dalla Legge fondamentale.

### Composizione per Land
Il Bundesrat è composto dai delegati dei governi dei vari Länder. Secondo quanto previsto dall'art. 51 della Legge Fondamentale siedono nel Bundesrat i membri dei governi di ogni singolo Land.
Ogni Land è rappresentato nel Bundesrat da un numero di delegati determinato sulla base del numero dei suoi abitanti. Ogni Land può avere da un minimo di 3 ad un massimo di 6 delegati per un totale di 70 delegati che compongono il Bundesrat. La ripartizione dei seggi tra i vari Länder è stata ridefinita nel 1990 in seguito alla riunificazione tedesca ed è così determinata:
| Abitanti    | Seggi | Länder                                                                                      |
| ----------- | ----- | ------------------------------------------------------------------------------------------- |
| < 2 milioni | 3     | Brema Amburgo Meclemburgo-Pomerania Occidentale Saarland                                    |
| 2-6 milioni | 4     | Berlino Brandeburgo Renania-Palatinato Sassonia Sassonia-Anhalt Schleswig-Holstein Turingia |
| 6-7 milioni | 5     | Assia                                                                                       |
| > 7 milioni | 6     | Baden-Württemberg Baviera Bassa Sassonia Renania Settentrionale-Vestfalia                   |

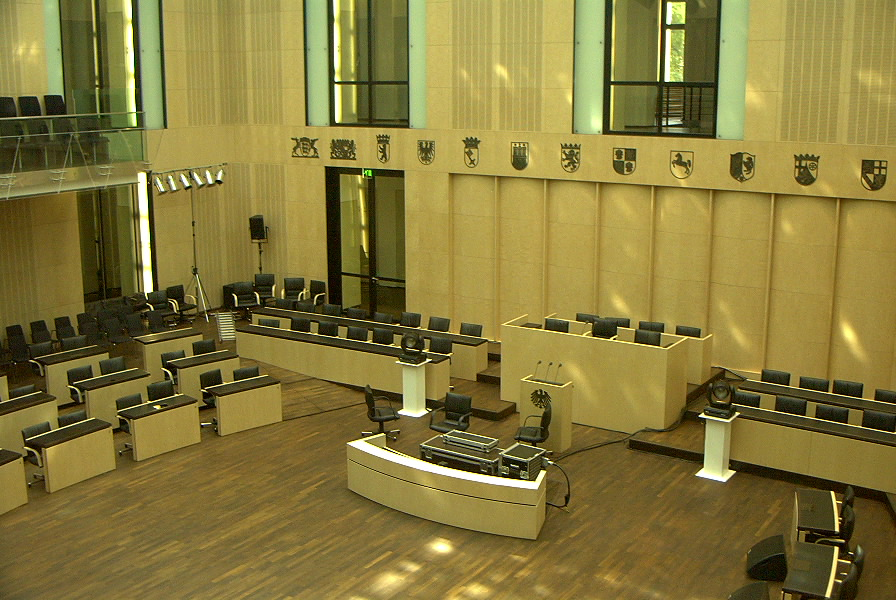
Aula plenaria del Bundesrat

Il Bundesrat è un organo permanente che svolge la sua attività in modo continuativo senza che questa sia organizzata in periodi di legislatura. La sua composizione è infatti determinata dalla elezioni regionali che si svolgono nei vari Länder e poiché la scadenza temporale delle elezioni regionali è diversa da Land a Land, i membri del Bundesrat vengono rinnovati a rotazione, ogni volta che in un Land si tengono elezioni regionali.

### Composizione politica

Partiti al governo nei Länder tedeschi.

La seguente tabella riporta i seggi nel Bundesrat, per composizione politica, al marzo 2025:
| Länder                            | Partiti al Governo nel Land |
| --------------------------------- | --------------------------- |
| Amburgo                           | SPD/Grüne                   |
| Assia                             | CDU/SPD                     |
| Baden-Württemberg                 | Grüne/CDU                   |
| Bassa Sassonia                    | SPD/Grüne                   |
| Baviera                           | CSU/FW                      |
| Berlino                           | CDU/SPD                     |
| Brandeburgo                       | SPD/BSW                     |
| Brema                             | SPD/Grüne/Linke             |
| Meclemburgo-Pomerania Occidentale | SPD/Linke                   |
| Renania-Palatinato                | SPD/Grüne/FDP               |
| Renania Settentrionale-Vestfalia  | CDU/Grüne                   |
| Saarland                          | SPD                         |
| Sassonia                          | CDU/SPD                     |
| Sassonia-Anhalt                   | CDU/SPD/FDP                 |
| Schleswig-Holstein                | CDU/Grüne                   |
| Turingia                          | CDU/BSW/SPD                 |

### Le votazioni
Al numero di delegati di ogni Land corrisponde il numero di voti che questo può esprimere.

Tutti i voti di un singolo Land devono essere concordi, pertanto non è possibile che i rappresentanti di uno stesso Land esprimano voti tra loro contrastanti.

Durante le votazioni al Bundesrat i voti di ciascun Land vengono espressi da un solo delegato per Land, in tal modo non è necessario che siano fisicamente presenti tutti i delegati di ogni Land. Questo consente che nel Bundesrat venga espressa la volontà dei singoli Länder e non dei singoli delegati. La posizione da prendere in sede di votazione spetta dunque ai singoli governi dei Länder e viene tradotta in tanti voti concordi quanti spettano a ciascun Land. Qualora i voti di un Land vengano espressi in modo non conforme a quanto deciso dal governo del Land, un altro membro del Bundesrat può ribaltare tale voto esprimendo immediatamente un voto (cioè tutti i voti di cui quel Land dispone) conforme a quanto deciso dal governo del suo Land.

Nelle votazioni al Bundesrat non è possibile astenersi. I provvedimenti sono approvati con la maggioranza assoluta dei voti possibili (quindi almeno 35) e dei voti espressi. In questo modo l'astensione o un voto non valido vengono automaticamente considerati come voti che respingono il provvedimento in votazione.
Le votazioni avvengono per alzata di mano. Generalmente si tiene conto esclusivamente dei voti favorevoli sui quali viene calcolato il raggiungimento della maggioranza dei voti possibili.
In occasione di particolari votazioni, come per la votazione di leggi di riforma costituzionale, i vari Länder vengono chiamati in ordine alfabetico ad esprimere ciascuno i propri voti.
Al Bundesrat non è previsto il voto segreto.

### Organizzazione interna
Nella sua organizzazione interna il Bundesrat si compone dei seguenti organi:
- un presidente
- due vicepresidenti (i vicepresidenti erano tre sino al 2007, anno in cui una modifica del regolamento ne ha ridotto il numero)[2][3]
- un consiglio di presidenza (Präsidium)
- le commissioni

#### Presidente e Präsidium
L'ufficio di presidente del Bundesrat viene svolto per il periodo di un anno dal ministro presidente (in tedesco Ministerpräsident) di un Land. Ogni Land ottiene dunque la presidenza del Bundesrat sulla base di un ordine decrescente relativo al numero degli abitanti dei Länder.
Se durante l'anno di presidenza il ministro presidente di un Land che esercita la funzione di presidente del Bundesrat decade dalla carica di ministro presidente, la carica di presidente del Bundesrat passa automaticamente al nuovo ministro presidente dello stesso Land.
Il presidente del Bundesrat rappresenta il Bundesrat e può svolgere la funzione di supplente del presidente federale. Assieme ai vicepresidenti il presidente compone il consiglio di presidenza (in tedesco Präsidium).

#### Commissioni
Le commissioni sono organi del Bundesrat in cui viene svolta l'attività preparatoria per i provvedimenti che devono poi essere presentati al Bundesrat riunito in seduta plenaria.
Le commissioni sono organizzate per materia di competenza. In ogni commissione siedono i ministri dei Länder competenti per una data materia e possono anche essere rappresentati da funzionari dei Länder.
In commissione ogni Land può esprimere un solo voto e pertanto i rapporti di forza nelle commissioni sono diversi da quelli che si realizzano nella seduta plenaria del Bundesrat.
Le commissioni per gli affari esteri e la commissione per la difesa vengono definite «commissioni politiche» e sono di regola composte dai governatori dei Länder.
Una particolare commissione di mediazione (in tedesco Vermittlungsausschuss), composta da membri del Bundestag e del Bundesrat in egual numero, ha il compito di risolvere le controversie che sorgano in merito ad un progetto di legge tra il Bundestag e il Bundesrat.

## Funzioni
L'art. 50 della Legge fondamentale stabilisce che il Bundesrat è l'organo attraverso cui i Länder partecipano alla funzione legislativa e all'amministrazione dello Stato centrale.

Tale partecipazione alla vita della federazione non può essere pregiudicata da alcuna riforma costituzionale poiché l'art. 79 della Legge fondamentale esclude espressamente che una modifica della carta costituzionale possa riguardare tanto la divisione della federazione (Bund) in stati federali (Länder) quanto la partecipazione dei Länder alla funzione legislativa.

Il Bundesrat non partecipa alla votazione della fiducia del governo federale, che spetta esclusivamente al Bundestag.

### Funzione legislativa
Il Bundesrat partecipa innanzitutto al procedimento di revisione costituzionale. Affinché una legge di riforma della legge fondamentale entri in vigore è richiesta accanto all'approvazione del Bundestag anche il voto favorevole del Bundesrat, che deve approvare la riforma costituzionale con la maggioranza dei due terzi dei voti (cioè almeno 46 voti).
Nel processo legislativo ordinario il Bundesrat dispone del potere di iniziativa legislativa al pari del governo federale e del Bundestag.
I disegni di legge del governo federale devono essere presentati prima al Bundesrat e corrispondentemente le proposte di legge del Bundesrat devono essere presentate al governo federale.
Il ruolo del Bundesrat nel procedimento legislativo dipende però dal tipo di legge che deve essere approvata. La Legge fondamentale (art. 77) prevede infatti due tipi di leggi: leggi per le quali il consenso del Bundesrat è fondamentale perché vengano approvate (in tedesco Zustimmungsgesetze) e leggi che richiedono una mera approvazione non idonea a far decadere un progetto di legge (in tedesco Einspruchsgesetze).
La Legge fondamentale individua in modo esplicito quali sono i settori per i quali è previsto che una legge non possa essere approvata senza il necessario consenso del Bundesrat. Si tratta di circa una quarantina di settori che riguardano in modo particolare gli interessi dei Länder, soprattutto in materia finanziaria e amministrativa.
Generalmente il Bundesrat ha a disposizione sei settimane per esaminare un progetto di legge e votarlo. Il progetto viene approvato con la maggioranza assoluta dei voti. Qualora non venga raggiunta la maggioranza il progetto di legge viene respinto e decade.
In questo caso il Bundesrat opera come un vero e proprio secondo ramo del parlamento, poiché può esercitare un diritto di veto nei confronti dei progetti di legge che gli vengono sottoposti.
In tutti i casi in cui il consenso non è necessario, il Bundesrat può esprimere a maggioranza un parere negativo. Tale parere può sempre essere rovesciato dal Bundestag con una maggioranza analoga a quella con cui il Bundesrat ha votato il parere. Pertanto pareri negativi del Bundesrat votati a maggioranza assoluta potranno essere rovesciati con un voto a maggioranza assoluta del Bundestag mentre un parere del Bundesrat votato con una maggioranza dei due terzi potrà essere rovesciato solo con un'analoga maggioranza nel Bundestag. Un progetto di legge potrà dunque essere respinto qualora un parere negativo votato con maggioranza dei due terzi dal Bundesrat non riesca ad essere rovesciato con la stessa maggioranza qualificata nel Bundestag.
Il Bundesrat può sempre richiedere che un progetto di legge venga esaminato da una commissione di mediazione (in tedesco Vermittlungsausschuss) formata da membri del Bundestag e del Bundesrat. L'obiettivo di tale commissione è quello di raggiungere una posizione di compromesso su cui il Bundesrat - nel caso in cui il progetto originario venga modificato, anche il Bundestag - è chiamato a pronunciarsi.
In conseguenza della distinzione tra leggi che richiedono la necessaria approvazione del Bundesrat e leggi che richiedono solo un parere non immediatamente vincolante e sulla base del principio stabilito dalla Corte Costituzionale federale per il quale la presenza di una norma che richiede l'approvazione necessaria del Bundesrat fa sì che tale approvazione si estenda all'intera proposta di legge, è possibile che un progetto di legge venga diviso in due parti distinte, una richiedente l'approvazione necessaria del Bundesrat e una che richiede solo il parere non immediatamente vincolante.
In questo modo si originano due diversi progetti di legge, che seguono ciascuno il proprio iter legislativo e daranno vita a due leggi distinte.

### Partecipazione alle questioni riguardanti l'Unione europea
L'art. 50, comma 2 della Legge fondamentale stabilisce che i Länder partecipano attraverso il Bundesrat alla trattazione di questioni che riguardano l'Unione europea. Il Bundesrat, così come il Bundestag, ha conseguentemente un diritto ad essere immediatamente informato dal governo federale di tutte le questioni che attengono all'Unione europea. Per la trattazione di tali questioni, il Bundesrat può conoscere una speciale commissione, alla quale ogni Land partecipa con un proprio delegato. I voti vengono ripartiti secondo i medesimi criteri che valgono per l'assemblea plenaria (diversamente da quanto avviene nelle altre commissioni). I provvedimenti adottati dalla commissione speciale per le questioni europee valgono come decisioni dell'intero Bundesrat.

### Partecipazione all'adozione di regolamenti e norme amministrative
Regolamenti e norme amministrative possono richiedere la necessaria approvazione del Bundesrat quando sono diretti agli apparati amministrativi ed incidono sulle competenze e le prerogative dei singoli Länder.

### Elezione di altri organi costituzionali
Il Bundesrat in quanto tale non partecipa all'elezione del presidente federale. Tuttavia i membri del Bundesrat presiedono alla cerimonia di insediamento del nuovo presidente federale.
Il Bundesrat elegge con la maggioranza dei due terzi la metà dei giudici della Corte costituzionale federale.